# Місія «Алсос»
Місія «Алсос» (англ. Alsos) — операція, яка проводилася американськими спецслужбами в рамках Мангеттенського проєкту під час Другої світової війни в 1942-1945 році. Мета місії — оперативний збір інформації про таємну німецьку ядерну програму, проєкт досліджень у галузі ядерної фізики з метою створення ядерної зброї, що здійснювався у Третьому Рейху в 1939–1945 роках.
Перша місія була не надто вдала, зате друга перевершила всі очікування. Керівником оперативної групи був Борис Пеш (Борис Пашинський), офіцер військової розвідки, який встиг зарекомендувати себе в ході активних допитів Роберта Оппенгеймера. Науковим керівником групи був Самуель Аврам Гоудсміт. У порівнянні з іншою аналогічною діяльністю «мисливців за головами» та документами часів Другої світової війни місія «Алсос» була наймасштабнішою зі збору документів про німецький ядерний проєкт.

## Керівники місії «Алсос»
- Леслі Гровз
- Борис Пеш
- Самуель Аврам Гоудсміт

## Історія місії
У перекладі з грецької «Алсос» означає «гай». У назві операції використана своєрідна гра слів: прізвище Гровз (Groves) в перекладі з англійської означає гай (точніше, гаї, в множині). Генерал-майор Леслі Гровз, керівник інженерної групи, яка працювала над Мангеттенським проєктом, доклав чимало зусиль до розробки ядерної бомби. Він і став практично основним ініціатором місії «Алсос», з одного боку, для того, щоб переконатися, що німецькі технології та персонал не потрапили в руки радянських спецслужб; з іншого — щоб якомога довше зберігати передбачувану американську монополію на ядерну зброю. Науково-технічним лідером «Алсос» був Самуель Аврам Гоудсміт. Підполковник Борис Пеш, колишній співробітник служби безпеки Мангеттенського проєкту — її військовим керівником. 
Виконавцям цієї місії вдалося знайти багатьох співробітників німецької дослідницької ядерної програми. Вдалося також зберегти багато документів і обладнання від знищення чи потрапляння до рук радянських спецслужб. Більшість німецьких наукових співробітників вищого рангу (в тому числі Вернер Гейзенберг, Отто Ган, Макс фон Лауе, Карл Фрідріх фон Вайцзеккер та інші), що були задіяні в розробці німецької ядерної програми, протягом кількох місяців перебували в Фарм-Холі, в Англії. Вони були затримані в ході реалізації так званої операції «Іпсілон». Проведені ними наукові обговорення аспектів проєкту фіксувалися на плівку, стенограми цих стрічок і сьогодні знаходяться в розпорядженні ФБР.
Зрештою, завдяки операції «Алсос» вдалося достовірно встановити, що союзники, принаймні в теорії, перевершували німецький атомний проєкт ще в 1942 році. У порівнянні з Мангеттенським проєктом (одним з найбільших наукових та інженерних проєктів в історії) німецький проєкт відчував значний брак коштів і недоукомплектованість. На певному етапі місії у представників спецслужб, що займалися її виконанням, з'явилися сумніви — чи могла взагалі Німеччина віддавати стільки ресурсів на такий грандіозний проєкт або хоча б просто зосередити увагу на вузькому фронті досліджень. Однак пізніше Гоудсміт в монографії, опублікованій два роки після закінчення війни, на основі своїх припущень, зробив висновок про те, що головною причиною провалу німецького проєкту була неможливість процвітання науки при тоталітаризмі — вельми серйозний аргумент, що викликав величезну кількість суперечок серед істориків. Деякі з них вважають, що така теорія геть спростовується досягненнями рейху в інших областях, таких як створення одного з перших промислово реалізованих в світі реактивних винищувачів Messerschmitt Me 262 та розробка першої балістичної ракети V-2 (Фау-2). З іншого боку, критики досягнень Німеччини в різноманітних галузях в період 2-ї Світової війни, зокрема щодо німецької реактивної програми, настоюють в своїх поглядах, що вони страждали від безлічі недоробок допущених в зв'язку з початком екстреного виробництва. А балістичні ракети V-2 були абсолютно неефективні як бойова зброя та містили ряд принципових недоліків.
На думку Гоудсміта, тоталітаризм по відношенню до науки явно проглядався в тих вимогах, які керівництво Третього Рейху висувало щодо Вернера Гейзенберга. Останній, як вважалося, уособлював нових, прозахідних німецьких вчених, що не зовсім влаштовували нацистське керівництво, яке з цієї причини виявляє до нього підвищену увагу. Після смерті Гейзенберга Гоудсміт переглянув власну думку, заявивши, що Вернер Гейзенберг у своїй роботі був надзвичайно працьовитим і цілеспрямованою людиною, який віддавав перевагу завжди доводити до кінця те, що почав. Політика рейху, на думку Гоудсміта, безумовно, зробила згубний вплив на німецьку науку нацистського періоду, але з причин загального, національного тоталітаризму, а не в результаті тиску на окремих представників німецького наукового товариства. Німецькі вчені, що працювали в свій час з Гейзенбергом, підтримали цю точку зору.

## Місія «Алсос»
16 грудня 1942 року представники місії «Алсос» вирушила в Неаполь. Спочатку Борис Пеш зупинився в Таранто для зустрічі з офіцерами італійських ВМС, яким було відомо про німецькі дослідження в цьому напрямку. Пеш встановив, що самі італійці не проводили ніяких робіт зі створення вибухових речовин, заснованих на атомній енергії. У Неаполі Пешу та його групі вдалося знайти офіцера, який кілька років виконував обов'язки військово-повітряного аташе в Берліні. Майор Маріо Каспері проживав в квартирі місії в Неаполі. З ним було проведено кілька тривалих бесід.
З розмови з майором було встановлено, що Німеччина розробляє абсолютно нову і дуже потужну зброю. Каспері також розповів, що в Норвегії німецькою компанією IG Farben ведуться роботи по виробництву важкої води. Місії не вдалося зібрати ніяких свідоцтв того, що німці добували руду радіоактивних металів або що вони створювали нові виробництва в цьому напрямку. 22 лютого 1943 року Борис Пеш та його група прибули до Вашингтона. Їм вдалося зібрати мало достовірної інформації, що призвело до ініціювання другого етапу під назвою «Алсос-2».

## Місія «Алсос-2»
Другий склад групи відрізнявся від першої мобільністю і швидкістю. До складу другої групи увійшла група вчених, завданням яких було знаходити потрібних людей у своїй області та відсів неправильних напрямків. Наукову частину групи очолив доктор Самуель Аврам Гоудсміт. У травні 1944 року Борис Пеш приїхав в Лондон. 25 травня Гоудсміт був затверджений на посаду наукового керівника місії. 6 липня Гоудсміт вилетів до Англії, де він написав безліч листів до Вашингтона для підготовки висадки групи вчених на чолі з Пешем у Франції та запросив фотографії Фредеріка Жоліо-Кюрі та Фріца Хотерманса, їх домашні адреси, а також дані про швейцарських родичів Хотерманса.
9 серпня 1944 року місія висадилася у Франції, штаб її розташувався в місті Невіль, після того як туди увійшли союзні війська. Борис Пеш разом з Гоудсмітом почав збирати інформацію. 24 серпня представники місії увійшли до будинку Жоліо-Кюрі у Парижі, але там його не виявилося. Борис Пеш знайшов професора в університеті. Жоліо-Кюрі повідомив, що німцям не вдалося досягти бажаного результату в урановій програмі. Півроку місія отримувала в своє розпорядження величезну кількість інформації. У Парижі Гоудсміт знайшов список співробітників Імперського університету в Страсбурзі. 9 вересня Гоудсміт та полковник Калверт прибули до столиці Бельгії. Там вони допитали двох офіцерів, які працювали, одного Гоудсміт перевів в свою групу. До кінця війни у місії були всі фотографії обличчя вчених, що їх цікавили та їх адреси. Місія «Алсос» закінчилася в Берліні, дещо пізніше у ФБР вже була повна картина про німецький ядерний проєкт.